# ダライアス
『ダライアス』（DARIUS）は、1987年の2月から稼働を開始したタイトーのアーケードゲーム。ジャンルは横スクロールのシューティングゲーム。19インチもしくは15インチのモニターを横に3つ連結して表示する専用筐体を採用。ボディソニックを内蔵したベンチシート、ボリューム調整可能なヘッドホン端子を装備している。

## 概要
各ステージの最後には水棲生物をモチーフとしたボス（巨大戦艦）が待ち構えており、ボスを倒すと1ステージクリア。やがて現れる上下への分岐路で次ステージを選択する。
全26ステージのうち7ゾーンをクリアするとエンディングとなる。
ナムコフォント（アタリフォント）を使用。3画面連結されており、1文字8×8ピクセルに加え、1文字16×16ピクセルにもアレンジされている。また、電源を入れて起動した時の英文による著作権保護対策のNOTICE画面も1文字16×16ピクセル仕様になっている。

### 継ぎ目のない3画面
複数画面を用いたアーケードゲームは1983年10月発売の辰巳電子工業『TX-1』が初めてであり、翌年にはいくつかのメーカーがこぞって複数画面ゲームを発表している。
タイトーも、1985年に『ワイバーンF-0』でハーフミラーを使った2画面合成表示筐体を開発している。またハーフミラー自体は、スペースインベーダー（アップライトバージョン）やそれ以前の筐体からすでに使われている技術で、当時はゲーム画面と背景（筐体奥に描かれていた）を合成するために使われていた。
ダライアスにもこの技術が応用され、筐体内部上下に設置されたモニターの画像をハーフミラーに反射させ、ゲーム映像の部分が隙間なく隣の画面とつながっている。このことについて、当時、ダライアス3画面筐体の全体的なマネジメントを担当した三部幸治・現タイトー技師長は、「単に画面が3つ並んでいるだけでは何の驚きもないので隙間なく画面をつなげることが至上命題だった」と語っている。
筐体は19インチモニターを使用した大型版と15インチモニターを使用して省スペース化した小型版の2種類が存在。15インチ版は後期生産型であり、中のゲームのバージョンも変更が加えられている（後述）。
なお、2010年12月17日に稼動した『ダライアスバースト アナザークロニクル』でも、ハーフミラーによる縦横比16:9のワイドモニター2画面合成（計32:9比率）が採用されている。

## ゲーム内容
ダライアスシリーズ全体のストーリーボードでの時系列的な位置づけとしては、『Gダライアス』と『ダライアス外伝』の間、ダライアス暦201年の出来事となっている。

### 自機
8方向レバー、2ボタンで自機シルバーホークを操作する。ボタンは対空攻撃と対地攻撃。ただし、名称は便宜的なもので、どちらも空中物、地上物の両方を攻撃可能。対空攻撃は前方を、対地攻撃は放物線を描いて斜め前方を攻撃する。パワーアップによって攻撃幅・性能・方向が増える。
内容はオーソドックスな横スクロールのシューティングゲームだが、3画面という広大なフィールドのために、遠隔攻撃による見越し射撃が重要となる。

### パワーアップ
3種類に色分けされたパワーカプセル（各10点）を集めると各種装備がパワーアップする。パワーカプセルと同じ色をした特定の敵（編隊の最後尾であることが多い）を倒すことで出現する。
対空中物（赤）
初期状態では連射性に優れるミサイル。赤ユニットを8個取るごとに敵を貫通するレーザー、壁も貫通するウェーブの順でグレードアップする。最も使い勝手がよいのは優れた連射性能を持ち敵に多大なダメージを与えることのできる三連ミサイルであり、レーザーやウェーブにグレードアップさせない方が攻撃力が強い。特に稼動初期のバージョン（別名オールドバージョン、旧バージョン）ではボスに対してレーザーやウェーブで挑んだ場合、ミサイルの時と比べてボスの耐久値が大幅に上がるため、撃破までの時間が長引き、苦戦することになる。
対地上物（緑）
初期状態では前方下に放たれるボム。緑ユニットを8個取るごとに前方上下2方向のツイン、前後上下4方のマルチの順に強化。レベルが上がると各方向のボムの当たり判定が大きくなる。連射数はレベルに関係なく常に各方向2発ずつで固定。
左または右移動をしながら撃つ事で軌道のコントロールが可能。敵に接近して連射することで高い火力を発揮し、特に火力が不安定になりやすいレーザー以降は貴重なダメージソースとなる。
防御（青）
初期状態ではアームと呼ばれる全方向シールドを展開する。初期耐久力3、以降1ずつ追加。青ユニットを8個取るごとに初期耐久力3、以降2ずつ追加のスーパー、壁に当たると跳ね返り初期耐久力3、以降2ずつ追加のハイパーの順で強化される。シールドの耐久力が残り1になるとシールドの見た目が小さくなり、規定の回数を防御するとシールドは消滅する。つまり、アームの場合は、耐久力が1の状態から直接青ユニットを取る（耐久力2）よりは、一旦故意に弾に当たるなどして消滅させてから青ユニットを取った方が耐久力は高くなる（耐久力3）。また、青の耐久力1の敵に体当たりしても同じことができる。なお、アームの当たり判定は自機よりも大きく、被弾しやすい。また、敵の攻撃の中にはトモマヤから発射されるレーザー、マヤリークの爆風、グレートシングのドリルミサイルなど、アームに当たっても消滅せずにそのまま貫通していくものもあり、これらの攻撃が当たるとアームが一気に削られるだけでなく、自機に直撃するとアームを装備してる状態でもミスとなってしまう。ボスの巨大戦艦本体との接触ではアームが削られる事はないものの、自機が接触した場合はやはりアーム装備中でもミスになる。更にハイパーアームでは、地形に弾かれて反対側の壁に激突死する可能性があり、狭い地形を通過することが難しくなる。
それぞれの段階は更にレベル0–7までに細分化されており、7段階のときにさらにカプセルを取得するとレベルがアップする。各段階でも徐々に連射数や弾速が増加（対空攻撃）したり、攻撃判定が拡大（対空/対地攻撃）したりする。ただし、ミスにより自機がやられると細分化されているレベル1 - 7のカプセル取得は失われ、それぞれの段階の初期値から再びパワーカプセルを集め直さなければならない。従って場所によっては1度でもミスをするとクリアが著しく困難になる。
パワーカプセルおよびスペシャルカプセルは、ステージのイメージによって動きが異なる。洞窟及び都市部では宙を漂っており、海中ステージでは画面内を下に向かってゆっくり沈んでいき、地面や障害物にぶつかってバウンドを繰り返すが、山岳地帯（地表）、バンアレンベルト（宇宙空間）では浮上していって画面上部に消失するため、自機から遠く離れた場所でアイテムを持つ敵を破壊すると回収が難しくなる。
また、カプセルを出す敵が障害物に隠れている状態で倒したり、カプセルの出る場所に障害物が重なっていた状態で出すと、バウンドスピードが早くなり、前述した二箇所の場合は早く行かないと回収不能になってしまう事も少なくない。一方、都市地帯ではカプセルは出た位置からそのままバウンドしないでスクロールに沿って右に流れていくが、それが障害物に重なると、場合によっては障害物の中に入って回収出来なくなってしまう事もある。
パワーカプセルおよびスペシャルカプセルは敵弾を通さないため、わざと取得せずにおき防御に使うこともできる。
| レベル | ミサイル | ミサイル          | ミサイル | レーザー | レーザー          | レーザー   | ウェーブ | ウェーブ          | ウェーブ |
| レベル | 連射数   | 弾速（ドット/秒） | 並装数   | 連射数   | 弾速（ドット/秒） | 水平サイズ | 連射数   | 弾速（ドット/秒） | サイズ   |
| ------ | -------- | ----------------- | -------- | -------- | ----------------- | ---------- | -------- | ----------------- | -------- |
| 0      | 4        | 420               | 単装     | 4        | 440               | 16ドット   | 3        | 440               | 小       |
| 1      | 4        | 440               | 単装     | 4        | 440               | 24ドット   | 3        | 460               | 小       |
| 2      | 4        | 460               | 二連装   | 4        | 460               | 24ドット   | 3        | 460               | 中       |
| 3      | 4        | 480               | 二連装   | 4        | 460               | 32ドット   | 3        | 480               | 中       |
| 4      | 5        | 500               | 二連装   | 5        | 480               | 32ドット   | 3        | 480               | 大       |
| 5      | 5        | 520               | 三連装   | 5        | 480               | 40ドット   | 3        | 500               | 大       |
| 6      | 5        | 540               | 三連装   | 5        | 500               | 40ドット   | 3        | 500               | 特大     |
| 7      | 5        | 560               | 三連装   | 5        | 500               | 48ドット   | 3        | 520               | 特大     |

### スペシャルカプセル
パワーカプセルの色違いの物が存在し、特殊効果がある。特定の場所を撃つと現れる。
ボーナス得点（銀）
得点が50〜51200（50×2n : n=0〜10）ポイントアップする（ランダム）。
画面内の敵全滅（金）
画面内の敵がすべて消滅する。
1up（護衛機マーク）
自機が1機増える。

### ボス
ボスを水棲生物にしたのは、「3画面であることを生かしボスを1画面を埋めるような巨大なものにしたかった」ためとのこと。これはプレイヤーに好評で、以降のダライアスシリーズでも、ボスの巨体とそれによるインパクトは欠かせないものとなった。
また、ボス戦艦登場時には警告音と共に「WARNING!! A HUGE BATTLE SHIP （ボス戦艦の名前が入る） IS APPROACHING FAST」（警告!! 巨大戦艦（ボス戦艦名）が高速接近中!）というメッセージが流れる。後の様々なゲームで見られる「ボスが登場する前にWARNINGという警告を出す」という演出を初めて行ったのがダライアスで、ギネス世界記録にも登録されている 。この演出は同社の『レインボーアイランド』や『あっかんべぇだぁ〜』等、本作をセルフパロディしたステージでのボス戦にも使用されている。
本作のみ警告終了後、銀色の球状で撃つと一定回数分裂する「浮遊機雷」がいわば前座として登場する。その間にモノクロのボスがゆっくりと浮上し、完全に色づいたところでボス戦の開始という演出がなされていた。
またボスを倒すのに時間がかかると「ヤズカ・タカーミィ」という立方体型の敵キャラが登場し、さらに時間が経過すると撃ち返し弾を撃ってきて永久パターンを防ぐ。
また各ボスにはヒレや腕などの「外れパーツ」があり、一定回数撃ち込むと破壊できる（1つ3万点）。キングフォスルのヒレのように必ずしも壊さなくても本体を撃破できるもの、デュアルシェアーズのハサミのように外れパーツを破壊しないとボス本体を攻撃できないもの、オクトパスとカトルフィッシュのように本体を直接攻撃できないがパーツを全て破壊することで倒せるものがある。他にもグレートシングが一定間隔で発射するドリルミサイルが1本3万点などのように、攻撃物を撃ち落とした際に得点が付く場合もある。スコアアタックにおいてはこれらのパーツを確実に破壊することが、スコアを大きく左右することとなる。
ボス以外の一般キャラクターは、水棲生物を機械化したデザインで統一されている訳ではない。こうした一部敵キャラのデザインもまた、後のダライアスシリーズに引き継がれている。

### 2人同時プレイ
1人でプレイしてもパワーアップに余裕のあるゲームではないが、2人同時プレイ時でもパワーカプセルが多く出現することはない。そのためプレイヤーの役割分担やパワーアップの仕方を考えてプレイしないと両者ともろくにパワーアップできないことにもなりかねない。
また、シューティングゲームの2人同時プレイでは自機同士には当たり判定がない（通り抜ける）ものが多いが、ダライアスの場合、自機同士がぶつかって先に進めないという特徴があり、相手がレバーをこちら向きに入力またはニュートラルの場合、自分が相手側にレバーを入力しても双方動かない。これにより1プレイヤーと2プレイヤーが近くで行動すると互いに邪魔をして弾や地形を避けられない事態を招きやすい（後に発売されたシリーズ作品では解消されている）。
2人同時プレイ時にはエンディングに変化がある。両者生き残り、1プレイヤー脱落、2プレイヤー脱落それぞれで異なったものが用意されている。
なお、最終ゾーンではコンティニューや途中参加ができなくなる。

### ニューバージョン
15インチモニター筐体版の発売と同時にオリジナルとでもいうべきオールドバージョンに変更を加えたニューバージョン（別名新バージョン）が、エキストラバージョンの前に発売された。大きな変更こそないものの、以下の部分でオールドバージョンと異なる。
- レーザー、ウェーブになると、ボスの耐久力が上がり、倒しづらくなってしまったオールドバージョンよりも耐性が落とされ、レーザー、ウェーブでも多少とはいえボスと戦いやすくなった。特にZゾーンのグレートシング相手では、オールドバージョンではウェーブだと異常に耐久力が上がり、ヤズカ・タカーミィの撃ち返し弾攻撃をも招いてしまうほどだったが、ニューバージョンでは4面のファッティグラトンと、Wゾーンのグリーンコロナタス以外は、オールドバージョンよりもやや難易度が下がっている。
- 6面のアイアンハンマーのT字型頭部にこちらのショットを弾く判定が追加。これによりミサイルでの撃破難易度が若干上昇した。
- YゾーンEDでの筐体グラフィックがカットされた。エキストラバージョンでは復活している。
- デモプレイ画面で表示されるゲームオーバーのフォントの色がこのバージョンのみ赤色であり、これでオールド/エキストラとニューの識別が可能になっている。

### エキストラバージョン
ボスの耐久力、敵キャラやアイテムの配置とショット強度、難易度を調整されたエキストラバージョンが発表された。このエキストラバージョンには、石井ぜんじがアドバイザー（助言）役として開発に参加している（石井は当時は全コースの全国トップを達成するなど『ダライアス』のハイスコアラーであり、新声社が発刊していたアーケードゲーム情報誌『ゲーメスト』の編集者でもあった）。
主な変更点は以下の通り。
- タイトル画面で、「DARIUS」のロゴの右下に小さい黄色文字の「EXTRA VERSION」との表示が追加された。これで旧バージョンとの識別が可能。
- 各ゾーンのパワーアップカプセルの配分を見直し、ゾーン毎に特徴のある配分にした（イージー設定とベリーハード設定を除く）。
- 地上連発砲台のラハーオの弾速と耐久力に、地上ミサイルのワ・ガセハのスピードが上がっている。それ以前のバージョンではショットやボム一発で倒せた一部地上敵の耐久力が増大し、空中敵もややスピードが増している。
- レーザーの威力が増した。これと次項により難関とされる４面の対ファッティグラトン戦が多少やりやすくなっている。旧バージョンでは多くのプレイヤーがパワーアップをミサイルで止めていたことによる対応だが、その問題が次項での後半ウェーブパワーアップへの必然性に出ている。
- 対ボス戦で、パーツを破壊するとその分のダメージが本体にも加算されるようになった。
- K、M、O、Q、R、T、Uゾーンの敵が一部変更、もしくは追加となり、これらのゾーンの難易度が上昇した。以下に詳細を述べると、K→クロムが追加 / フォルムが削除、M→アミドとノジツが追加 / カオミートが削除、O→ミラーゼが追加 / アスターゼが削除、Q→セトアとアミドが追加 / ドリンとスレイドが削除、R→クロドライドとクロムが追加 / タノールとアスターゼが削除、T→アミドとクロムが追加、U→サイクリンが追加 / タノールが削除。
- 旧バージョンにあったゴールドの敵全滅カプセルが激減し（その場所にはシルバーのボーナスカプセルが代替）、旧バージョンの攻略パターンが使えないゾーンが多くなり、これによって後半面の殆どが、障害物を貫通するウェーブにしないとクリア困難になった（但し、最も難しいLゾーンには一応全滅カプセルを旧バージョンに近い関係で配置している）。
- ストロングシェルの頭部に張り付いて、当たり判定出現と同時に連射すると攻撃前に撃破できるという通称「2秒パターン」が使えなくなった。
- 旧バージョンでは画面最上段、最下段に来られなかったキーンベイオネット、アイアンハンマー、グレートシングが最上段、最下段まで移動出来る様になり、旧バージョンではこれらのボスの移動範囲の関係で攻撃を受けなかった場所でも攻撃を受ける様になってしまった。
- オクトパスとカトルフィッシュの攻撃が、オールド及びニューよりも厳しくなっている。
- オールクリア時に残機1機に付き100万点ボーナスが加算される様になった。これは、残機を使って延々と稼ぐことによるプレイ時間延長行為を防止するため。
- ボス前の浮遊機雷は難易度イージー以外では、4面から青く変色した機雷が高速で自機目がけて突っ込んでくる攻撃が追加された。
- 難易度イージーでは、コンティニュープレイ不可（途中参加は可能）。
- 1Pのみでゲームスタートした場合の自機出現位置が若干上方に移動している。

### その他
- 使用BGMのうち、ゾーンAほか宇宙洞窟ゾーンで流れる「CAPTAIN NEO」は、元々は未発売作品『メタルソルジャーアイザック』（1984年にロケテストのみ実施。その後改良を加えて翌1985年に『メタルソルジャーアイザックII』として正式販売された）のタイトルミュージックとして、当時入社間もない小倉久佳が作曲したBGMである。小倉によると、本作『ダライアス』の作曲には1か月しかスケジュールが与えられず、1986年10月のAMショーに間に合わせるため、この曲を急遽FM音源化してショー出展バージョンに流用したところ好評だったため、製品バージョンにもそのまま採用されたという経緯がある[5]。
- 「DARIUS」という名前の元は人名である。タイトーのゲームには『QIX』（クイックス）、『SEAFLY』（セアフリー）、『XYZOLOG』（ザイゾログ）などの読みにくいタイトルが多く、あえて読みにくい名前をつけて印象を深めようという考えがあった。
- メカニックデザインを担当したのは元タツノコプロの人間である。自機シルバーホークのクチバシを思わせる機首のデザインや、タツノオトシゴ型の戦艦（グリーンコロナタス）が出てくるところなどにその影響が見て取れる[4]。
- 元々はアメリカザリガニモチーフのボスの名前は「レッドシェアーズ」で、未登場のカニが「デュアルシェアーズ」だったが、カニが没になったためアメリカザリガニがデュアルシェアーズという名前になった。その後、PCエンジン版でカニがシオマネキとして復活し、名前も「レッドクラブ」になった。
- AMショーなどで使われた発売前のバージョンにはガードサベージとビッグラジャーンヌを含めた13体のボスがいたが、発売に向けてボスを11体に絞り込む時点で、ガードサベージは「キャラクタが小さい」、ビッグラジャーンヌは「キャラクタが傾きすぎている」といった見栄えの問題で没にされた。
- 主人公の名前はプレイヤー1が「プロコ（PROCO）」、プレイヤー2が「ティアット（TIAT）」であり、繋げて逆から読むと"TAITO CORP"となる。また、地上物扱い（実際には空中に浮いている物もある）の雑魚敵の名前はすべて当時のタイトー社員の名前を逆から読んだものであり（タジフ→藤田、ワ・ガセハ→長谷川など）、空中物扱いの雑魚は薬品名をもじったものである（ネシウム→マグネシウム、ホルム→クロロホルムなど）。
- エンディングは、選択した最終面によって異なる。新天地での復興、シリアスな悲劇、夢落ち、冗談、未来のゲームなどによってゲームが締めくくられる。
- 1upアイテムとして出現するキャラは、もともと企画段階で味方護衛機としてデザインされた物である。シルバーホークと似ていないのはそのため。また、同じキャラが『ダライアスII』ではミカタデカという敵キャラとして後方から出現。『ダライアス外伝』では味方として、コンティニュープレイ時に同じく後方から現れ、アイテムを放出する。
- 発売直後の最初のバージョンでは、アーム無しの状態で弾に当たっても死ななくなるバグがあった。当時『ゲーメスト』のライターだった風見螢がこれを発見して開発者に連絡し、後のバージョンで修正された。
- パワーユニットを2つ同時に取ると、1つしか取ったことにならない。同様に、アームを装備している状態で2発同時に被弾しても1発分のダメージしか受けない。
- 最後のボスを倒した後、シルバーホークが操作できなくなる前に地形にぶつけて最後の1機を自爆させると、エンディングとネーム入れが重なって起こる。
- 1人プレイでも、反対側のプレイヤーに得点が入ってしまうことがある。
- ハイスコア（当時600万点台）を狙おうとするときゾーンYをクリアするパターンが一般的だった時期に、『ゲーメスト』編集部内で風見螢が「700万点出せる可能性があるのは（グレートシングのドリルミサイルで稼げる）Zゾーンクリアしかないね」と言ったところ、石井ぜんじは「いやいや、それは絶対に無理だ」と返したという。しかし、それを初めて実現したのは石井ぜんじ本人である。
- パワーアップアイテムの配置が難易度設定により変化するため、設定により最適なパターンが異なる場合もある。また、ゾーンAのアイテム数で難易度設定を看破可能（ハードとベリーハードの配置は同じ）。エキストラバージョンでは難易度ノーマルとハードのアイテム配置が変更されている。このため、エキストラバージョンではハードとベリーハードのアイテム配置が異なる。ちなみに、ベリーハード設定ではどのゾーンでもアイテム配置数と配置位置が同一であり、全般的に不足しがちな一方で、必ず青（アーム）カプセルが最初に出現するようになっている。
- 2024年現在の稼働状況としては、現存数は少ないが、オールドゲーム愛好者に非常に人気のあるタイトルであり、コンスタントに稼働しているゲームセンターも見られる。ただしほとんどの筐体が内部の基板と部品の寿命が近づいており、故障すると修理サポート自体が終了している為修理不可能である事から、撤去され不燃ゴミ（ゲーム基板）もしくは粗大ゴミ（専用筐体）として処分せざるを得ないケースが見られる。また、『ダライアス』に限らず大型筐体のゲーム機はすべてPSE法に抵触するため、現在の稼動店舗以外で、純正の状態で稼動する可能性はない。またモニタの関係で、純正以外の仕様で稼働するのも難しい。
- MARS16から、2004年にオフィシャルTシャツが発売された。
- ベンチのボディソニックにより発生する重低音が近隣の迷惑となるため、ベンチへの配線（またはベンチそのもの）を外して営業に使用されていたロケーションもあった。ただし、ベンチそのものを外すと、本来、風営適正化法の規制対象外機器である本機が、規制対象機器となってしまう。
- 1987年8月にビッグアップルより『ダライアス写真集』が発売された。

## 設定

### ストーリー
はるか未来、地球上の環境汚染と資源枯渇によって、人類は太陽系外惑星への移住を決定した。宇宙探査計画が続けられた結果、地球環境に類似の惑星を持つ恒星系が発見され、人類はその惑星をダライアスと名付けた。惑星ダライアスに移住した人類は、その地で新たな社会と科学技術を築き上げて、再び繁栄するようになった。
しかしその繁栄と平和は、宇宙植民を生業とする戦闘知性体・ベルサー（BELLSER）の侵略によって突然破られた。惑星ダライアスを次の標的にしたベルサーは、海洋生物型宇宙艦隊を使って侵略を開始した。その苛烈な攻撃によってダライアス住民の大半は死に絶え、生き残ったわずかな人々は、ダライアス星地下洞窟の最奥部に築いたシェルターに逃げ込み、そこでの生活を余儀なくされていた。地下シェルター内の食料その他の資源には限りがあり、このままでは滅亡の日がくるのも時間の問題であった。
生き残ったダライアス人たちの最後の討議の結果、彼らの中から2人の男女、プロコ（PROCO）とティアット（TIAT）を選び、小型輸送機を改造した戦闘機「シルバーホーク（SILVER HAWK）」に搭乗させて、次の新天地を目指してダライアス星から脱出させることにした。
そしてある夜、2機の戦闘機が地下シェルターから地表へ続く洞窟を強行突破するルートを取り、地上そして宇宙空間に向けて緊急発進した。しかし、その行く手には巨大戦艦を中心にしたベルサーの各艦隊が待ち受けていた……。
最終的な結末は、進んだ最終ゾーンで分岐する。これは他のダライアスシリーズにもほぼ伝統的に受け継がれている。

### ステージ構成
面クリア後、上下に分岐が現れてどちらへ向かうかの選択ができる（2人同時プレイで選択が分れた場合は、1プレイヤー側が優先される）。このため1面はゾーンA、2面はゾーンB・C、3面はゾーンD・E・F…と種類が増えていき、最終7面まで合わせると合計28種のステージが存在する。ただし最終面ではゾーンVとゾーンZが2つずつあるため、実質的にはアルファベットと同じ26ステージである。最終面のゾーンの並びは、上から、Z'・V・W・X・Y・Z・V'、の順。
アーケード版の原案段階では26ステージ全てに別のボスが用意されていた。製品版では、6面以前では全て同じボスが登場（例えば5面のゾーンK～Oのボスは全てキーンベイオネット）し、攻撃方法も大差は無いが、ゾーンごとに色が異なる。以降のアーケード版の続編にも、数、比率は異なるものの、色違いのボスは見受けられる。
原案のボスは、PCエンジン版スーパーダライアスで登場することとなったが、攻撃方法に関しては、そのほとんどが原案や発売前バージョンのそれからは変更されている。また、下記表で☆のついた戦艦は続編のダライアスIIにボスとして登場している。
ゾーンは大きく分けて宇宙洞窟（A・H・N・P・W）、都市地帯（B・I・L・U・Y）、山岳地帯（C・D・O・Q・X）、バンアレンベルト（F・G・M・T・V）、海底基地（E・J・K・R・S・Z）の5種があり、それぞれ地形・BGMなどに違いがある。
こうした選択可能なステージ構成から、初心者はクリア優先の簡単なルート、上級者は点数狙いの稼げるルートを選べるなどプレイヤーの戦略に大きな幅が生まれた。この分岐システムは後のダライアスシリーズ、『ナイトストライカー』などにも引き継がれることとなる。
ゾーン名、ボス和名は、青柳昌行・猿渡雅史編著、『DARIUS ODYSSEY 公式設定資料集』に準拠。
| 面数 | ゾーン名                | BGM                  | ボスBGM | ボス                                                 | ボス色 | ボスモチーフ     | PCエンジン版でのボス                                    | ボスモチーフ       |
| ---- | ----------------------- | -------------------- | ------- | ---------------------------------------------------- | ------ | ---------------- | ------------------------------------------------------- | ------------------ |
| 1    | A （宇宙洞窟）          | Captain Neo          | BOSS 1  | KING FOSSIL （キングフォスル） （化石の王）          | 青     | シーラカンス     | KING FOSSIL （キングフォスル） （化石の王）             | シーラカンス       |
| 2    | B （都市地帯）          | Inorganic Beat       | BOSS 2  | ELECTRIC FAN （エレクトリックファン） （扇風機）     | 紫     | イソギンチャク   | ELECTRIC FAN （エレクトリックファン） （扇風機）        | イソギンチャク     |
| 2    | C （山岳地帯）          | Cosmic Air Way       | BOSS 2  | ELECTRIC FAN （エレクトリックファン） （扇風機）     | 赤     | イソギンチャク   | BURST OUT （バーストアウト） （破裂せしもの）           | フグ               |
| 3    | D （山岳地帯）          | Cosmic Air Way       | BOSS 3  | DUAL SHEARS （デュアルシェアーズ） （対なる鋏）      | 赤     | アメリカザリガニ | BIG RAJARNN （ビッグラジャーンヌ） （飛翔する巨影）     | トビエイ           |
| 3    | E （海底基地）          | THE SEA              | BOSS 3  | DUAL SHEARS （デュアルシェアーズ） （対なる鋏）      | 緑     | アメリカザリガニ | ☆LITTLE STRIPES （リトルストライプ） （さざめく縞模様） | エンゼルフィッシュ |
| 3    | F （バンアレンベルト ） | CHAOS ～Main Theme～ | BOSS 3  | DUAL SHEARS （デュアルシェアーズ） （対なる鋏）      | 青     | アメリカザリガニ | DUAL SHEARS （デュアルシェアーズ） （対なる鋏）         | アメリカザリガニ   |
| 4    | G （バンアレンベルト）  | CHAOS ～Main Theme～ | BOSS 4  | FATTY GLUTTON （ファッティグラトン） （貪食家）      | 緑     | ピラニア         | ☆MYHOME DADDY （マイホームダディ） （姿借りしもの）     | ヤドカリ           |
| 4    | H （宇宙洞窟）          | Captain Neo          | BOSS 4  | FATTY GLUTTON （ファッティグラトン） （貪食家）      | 赤     | ピラニア         | FATTY GLUTTON （ファッティグラトン） （貪食家）         | ピラニア           |
| 4    | I （都市地帯）          | Inorganic Beat       | BOSS 4  | FATTY GLUTTON （ファッティグラトン） （貪食家）      | 青     | ピラニア         | GUARD SAVAGE （ガードサベージ） （蛮勇の守護者）        | イタチザメ         |
| 4    | J （海底基地）          | THE SEA              | BOSS 4  | FATTY GLUTTON （ファッティグラトン） （貪食家）      | 紫     | ピラニア         | ☆STEEL SPINE （スチールスピン） （鉄旋風）              | ハリセンボン       |
| 5    | K （海底基地）          | THE SEA              | BOSS 5  | KEEN BAYONET （キーンベイオネット） （熱帯びし銃剣） | 青     | カジキ           | HARD MOLLUSK （ハードマウルスク） （剛性軟体）          | カツオノエボシ     |
| 5    | L （都市地帯）          | Inorganic Beat       | BOSS 5  | KEEN BAYONET （キーンベイオネット） （熱帯びし銃剣） | 赤     | カジキ           | ☆ALLOY LANTERN （アロイランタン） （強固な灯火）        | アンコウ           |
| 5    | M （バンアレンベルト）  | CHAOS ～Main Theme～ | BOSS 5  | KEEN BAYONET （キーンベイオネット） （熱帯びし銃剣） | 緑     | カジキ           | TOUGH SPRING （タフスプリング） （強靭なバネ）          | エビ               |
| 5    | N （宇宙洞窟）          | Captain Neo          | BOSS 5  | KEEN BAYONET （キーンベイオネット） （熱帯びし銃剣） | 紫     | カジキ           | ☆HYPER STING （ハイパースティング） （鋭き針）          | ミノカサゴ         |
| 5    | O （山岳地帯）          | Cosmic Air Way       | BOSS 5  | KEEN BAYONET （キーンベイオネット） （熱帯びし銃剣） | 銀     | カジキ           | KEEN BAYONET （キーンベイオネット） （熱帯びし銃剣）    | カジキ             |
| 6    | P （宇宙洞窟）          | Captain Neo          | BOSS 6  | IRON HAMMER （アイアンハンマー） （鉄槌）            | 青     | シュモクザメ     | ☆DRIO SAWM （ドリオサーム） （絡みつく闇）              | ウツボ             |
| 6    | Q （山岳地帯）          | Cosmic Air Way       | BOSS 6  | IRON HAMMER （アイアンハンマー） （鉄槌）            | 赤     | シュモクザメ     | MYSTIC POWER （ミスティックパワー） （秘せし力）        | アンモナイト       |
| 6    | R （海底基地）          | THE SEA              | BOSS 6  | IRON HAMMER （アイアンハンマー） （鉄槌）            | 緑     | シュモクザメ     | FIRE STAR （ファイアースター） （烈火星）               | ヒトデ             |
| 6    | S （海底基地）          | THE SEA              | BOSS 6  | IRON HAMMER （アイアンハンマー） （鉄槌）            | 紫     | シュモクザメ     | IRON HAMMER （アイアンハンマー） （鉄槌）               | シュモクザメ       |
| 6    | T （バンアレンベルト）  | CHAOS ～Main Theme～ | BOSS 6  | IRON HAMMER （アイアンハンマー） （鉄槌）            | 黒     | シュモクザメ     | BUDDY BLAZER （バディブレイザー） （炎に親しきもの）    | ウミテング         |
| 6    | U （都市地帯）          | Inorganic Beat       | BOSS 6  | IRON HAMMER （アイアンハンマー） （鉄槌）            | 黄     | シュモクザメ     | ☆RED CRAB （レッドクラブ） （朱き鋏）                   | シオマネキ         |
| 7    | Z' （海底基地）         | THE SEA              | BOSS 7  | GREAT THING （グレートシング） （巨大なるもの）      | 青     | マッコウクジラ   | GREAT THING （グレートシング） （巨大なるもの）         | マッコウクジラ     |
| 7    | Z （海底基地）          | THE SEA              | BOSS 7  | GREAT THING （グレートシング） （巨大なるもの）      | 青     | マッコウクジラ   | GREAT THING （グレートシング） （巨大なるもの）         | マッコウクジラ     |
| 7    | V （バンアレンベルト）  | CHAOS ～Main Theme～ | BOSS 7  | STRONG SHELL （ストロングシェル） （強靭なる甲羅）   | 黄     | ウミガメ         | STRONG SHELL （ストロングシェル） （強靭なる甲羅）      | ウミガメ           |
| 7    | V' （バンアレンベルト） | CHAOS ～Main Theme～ | BOSS 7  | STRONG SHELL （ストロングシェル） （強靭なる甲羅）   | 黄     | ウミガメ         | STRONG SHELL （ストロングシェル） （強靭なる甲羅）      | ウミガメ           |
| 7    | W （宇宙洞窟）          | Captain Neo          | BOSS 7  | GREEN CORONATUS （グリーンコロナタス） （翠の冠）    | 緑     | タツノオトシゴ   | GREEN CORONATUS （グリーンコロナタス） （翠の冠）       | タツノオトシゴ     |
| 7    | X （山岳地帯）          | Cosmic Air Way       | BOSS 7  | OCTOPUS （オクトパス） （海原の悪魔）                | 赤     | タコ             | OCTOPUS （オクトパス） （海原の悪魔）                   | タコ               |
| 7    | Y （都市地帯）          | Inorganic Beat       | BOSS 7  | CUTTLE FISH （カトルフィッシュ） （十足魚）          | 白     | イカ             | CUTTLE FISH （カトルフィッシュ） （十足魚）             | イカ               |

詳細はベルサーを参照。

## 移植版
3画面で遊ぶことを前提にすることが非現実的な家庭用ゲーム機・携帯アプリへの移植の為に、大半の機種作品は1画面作品として画面構成を再調整したリメイク版となっている。ただし2016年に初リリースされたPS4版と2019年にリリースされたSwitch版（「コズミックコレクション」収録）については家庭のテレビもHD（720p前後）以上の解像度を持つ事が基本の時代となっていることから、画面構成を調整する事なくオリジナルの状態をそのまま収録する「完全移植」となった（デフォルト状態では上下に黒帯が入る「レターボックス」状態となるが、大画面サイズのテレビならばオリジナルと概ね同サイズかそれ以上の画面サイズでプレイ出来る）。
2021年～2022年冬にリリース予定のSteam（PC）版では、映像を3画面に個別出力する事が可能となる予定。詳しくは後述。
| No. | タイトル                                | 発売日                                                                            | 対応機種                                                                     | 開発元                           | 発売元                                             | メディア                                        | 型式       | 売上本数・備考 |
| --- | --------------------------------------- | --------------------------------------------------------------------------------- | ---------------------------------------------------------------------------- | -------------------------------- | -------------------------------------------------- | ----------------------------------------------- | ---------- | --- |
| 1   | DARIUS+                                 | 1989年                                                                            | Amiga Atari ST                                                               | Softek                           | The Edge                                           | フロッピーディスク カセットテープ               | -          | |
| 2   | スーパーダライアス                      | 1990年3月16日                                                                     | PCエンジンCD-ROM²                                                            | NECアベニュー ビッツラボラトリー | NECアベニュー                                      | CD-ROM                                          | HACD0003   | |
| 3   | ダライアスプラス                        | 1990年9月21日                                                                     | PCエンジン                                                                   | NECアベニュー ビッツラボラトリー | NECアベニュー                                      | 8メガビットHuCARD                               | NAPH-1009  | 通常のPCエンジンとスーパーグラフィックス両対応                                                                                       |
| 4   | DARIUS+                                 | 1990年                                                                            | ZX Spectrum                                                                  | Softek                           | The Edge                                           | フロッピーディスク カセットテープ               | -          | |
| 5   | ダライアスアルファ                      | 1990年                                                                            | PCエンジン                                                                   | NECアベニュー ビッツラボラトリー | NECアベニュー                                      | HuCARD                                          | -          | 非売品 |
| 6   | ダライアスゲート                        | 2002年6月3日                                                                      | J-スカイ                                                                     | タイトー                         | タイトー                                           | ダウンロード (Game selection EX)                | -          | |
| 7   | ダライアスゲート                        | 2002年8月12日                                                                     | mova504i専用 （iアプリ）                                                     | タイトー                         | タイトー                                           | ダウンロード （G@meパーク）                     | -          | |
| 8   | ダライアスゲート DASH Q                 | 2002年11月13日                                                                    | 51シリーズ専用 （J-スカイ ）                                                 | タイトー                         | タイトー                                           | ダウンロード （ウリキリゲーム♪タイトー）        | -          | |
| 9   | ダライアスR                             | 2002年12月13日                                                                    | ゲームボーイアドバンス                                                       | ラディック                       | PCCW Japan                                         | ロムカセット                                    | AGB-P-A2DJ | リメイク移植 |
| 10  | ダライアスゲート                        | 2004年6月3日                                                                      | Java Phase 3対応端末 （EZアプリ）                                            | ボーステック                     | ボーステック                                       | ダウンロード                                    | -          | |
| 11  | ダライアスオーシャン                    | 2004年8月5日                                                                      | 900iシリーズ専用 （iアプリ）                                                 | タイトー                         | タイトー                                           | ダウンロード （G@meパーク）                     | -          | アレンジ移植 |
| 12  | ダライアスオーシャン                    | 2004年8月19日                                                                     | EZアプリ (Java)                                                              | タイトー                         | タイトー                                           | ダウンロード                                    | -          | アレンジ移植 |
| 13  | ダライアス・ボスラッシュ                | 2004年10月27日                                                                    | A5403CA、A5406CA、A5507CA W11H、W11K EZアプリ                                | ボーステック                     | ボーステック                                       | ダウンロード （ダライアス）                     | -          | ボス戦のみに特化されている |
| 14  | ダライアス完全版ワイド ダライアス完全版 | 2007年9月12日                                                                     | ワイド横画面アプリ対応機種 ソフトバンクモバイル3G対応機種 （Yahoo!ケータイ） | タイトー                         | タイトー                                           | ダウンロード                                    | -          | |
| 15  | ダライアス                              | 2007年12月13日                                                                    | 一部のBREW3.1対応au携帯電話 （EZアプリ（BREW））                             | タイトー                         | タイトー                                           | ダウンロード （インベーダーでGO!）              | -          | |
| 16  | ダライアスワイド                        | 2008年1月28日                                                                     | P905i・D905i・F905i・F904i （iアプリ）                                       | タイトー                         | タイトー                                           | ダウンロード （インベーダーでGO!）              | -          | |
| 17  | ダライアスプラス                        | 2008年7月15日                                                                     | Wii                                                                          | NECアベニュー ビッツラボラトリー | タイトー                                           | ダウンロード （バーチャルコンソール）           | -          | PCエンジン版の移植。2019年1月31日配信・販売終了。                                                                                    |
| 18  | スーパーダライアス                      | 2008年10月7日                                                                     | Wii                                                                          | NECアベニュー ビッツラボラトリー | タイトー                                           | ダウンロード （バーチャルコンソール）           | -          | PCエンジン版の移植。2019年1月31日配信・販売終了。                                                                                    |
| 19  | ダライアス                              | 2016年8月26日                                                                     | PlayStation 4                                                                | タイトー                         | ハムスター                                         | ダウンロード （アーケードアーカイブス）         | -          | 当初はニューバージョンとエキストラバージョンを収録。 その後のアップデートでオールドバージョン追加。                                  |
| 20  | ダライアス・ジ・オリジン                | 2017年8月                                                                         | ウェブブラウザ （chrome、safari推奨）                                        |                                  | タイトー                                           | リアルタイム （Rakuten Games内での公開）        | -          | アレンジ移植。2019年7月22日に公開終了。                                                                                              |
| 21  | ダライアス                              | 2019年2月28日 （Switchパッケージ版） 2020年9月5日（SwitchDL版） 2020年3月5日(PS4) | Nintendo Switch PlayStation 4                                                | エムツー                         | タイトー                                           | ゲームカード（Switchパッケージ版） ダウンロード | -          | 『ダライアス コズミックコレクション』に収録。アーケード版の移植。 オールド・ニュー・エキストラ3バージョンを全収録。                  |
| 22  | ダライアスアルファ                      | 2019年2月28日                                                                     | Nintendo Switch                                                              | PCE版参照 （移植担当 エムツー）  | タイトー                                           | ゲームカード                                    | -          | 『ダライアス コズミックコレクション』特装版に収録。 PCエンジン版の移植。                                                             |
| 23  | ダライアス                              | INT 2019年9月19日                                                                 | メガドライブ ミニ                                                            | エムツー                         | タイトー                                           | プリインストール                                | -          | 本体に他の41作と共にあらかじめ収録。 アレンジ移植。                                                                                  |
| 24  | スーパーダライアス                      | 2020年3月19日                                                                     | PCエンジン mini                                                              | エムツー                         | タイトー                                           | プリインストール                                | -          | 本体に他の58作品と共にあらかじめ収録。                                                                                               |
| 25  | ダライアス エクストラバージョン         | 2021年2月25日 INT TBA                                                             | Nintendo Switch PlayStation 4 MD・MD互換機                                   | エムツー                         | タイトー コロンバスサークル Strictly Limited Games | ダウンロード ロムカセット                       | -          | 『ダライアス コズミックリベレーション』のAmazon予約販売ダウンロード版。 コロンバスサークルとStrictly Limited Gamesのロムカセット版。 |
| 26  | ダライアス                              | INT 2021年11月17日                                                                | Steam                                                                        | エムツー                         | タイトー                                           | ダウンロード                                    | -          | 『ダライアス コズミックコレクション アーケード』に収録。 アーケード版の移植 オールド・ニュー・エキストラ3バージョンを全収録。        |
| 27  | ダライアス                              | 2022年10月6日                                                                     | Nintendo Switch                                                              | タイトー                         | ハムスター                                         | ダウンロード （アーケードアーカイブス）         | -          | アーケード版の移植 オールド・ニュー・エキストラの3バージョンを収録。                                                                 |
| 28  | ダライアス EXTRA Ver.                   | 2023年10月5日                                                                     | Nintendo Switch PlayStation 4                                                | エムツー                         | タイトー                                           | ダウンロード                                    | -          | MD互換機版の移植 |

PCエンジンCD-ROM2版『スーパーダライアス』
NECアベニューより発売された『ダライアス』の移植作品。開発はビッツラボラトリー。なお、後述するPCE版2作品も同様のため、そちらでは発売元と開発元は記載省略する。
移植の際には、2人同時プレイのカット、ミスしてもその場で復活、上下スクロール追加と横スクロールスピードの低下、一部エンディングの差し替えなど仕様変更された。またCD-ROMの大容量を活かし、アーケード版の原案段階で存在した26体のボスを全ステージに個別配置する仕様が盛り込まれており、BGMはアーケード版のものがCD-DAでそのまま収録。家庭用ゲーム機初のドルビーサラウンドに対応している。スプライトを使用してステージの二重スクロールも再現されている。武器をウェーブにすると、ウェーブで倒した敵は点数が全く入らないという致命的なバグがある。
裏技でゲーム中に登場する全26体のボスと連続で戦えるモードがある。
開発当初は2人同時プレイの再現が前提とされ、ゲーム雑誌に2人同時プレイの開発中写真も掲載されたが、スプライトの表示限界から2人同時プレイと二重スクロールのどちらかを断念せざるを得なくなり、最終的に2人同時プレイがカットされた経緯がある。
本作の発売当時は、『スーパーダライアス』のゲーム画面を立体視できるソニー製の3Dメガネが抽選でプレゼントされるというキャンペーンも行われた。
2008年10月7日より2019年1月31日まで、Wii版バーチャルコンソール（サービス終了）にて配信・販売された。発売元はNECアベニューからタイトーに変わった。スプライト描画がフレームバッファでエミュレートされていることから、実機では顕著に現れた横方向のスプライトのちらつきがなくなっている。
PCエンジン版『ダライアスプラス』
ゲームシステムは『スーパーダライアス』に準拠しているが、上位機種であるPCエンジンスーパーグラフィックスにも対応しており、この機種でプレイした時には、ボス戦時などのスプライトのチラつきが軽減される仕様が盛り込まれた。また、『スーパーダライアス』に存在したウェーブで倒した敵の点数が入らないバグの修正、ゲームバランスの見直しとしてカプセルの出現数や敵配置の見直し、ステージ4までならコンティニュー可能といったいくつかの修正も施された。
ボスは『スーパーダライアス』に登場していた26体から16体がセレクトされ、各ゾーンに再配置されている。エンディングもオリジナル版からいくつか省略された。移植にはタイトーの黒澤文雄が関わっている。2008年7月15日よりWiiのバーチャルコンソールで配信されていたが、『スーパーダライアス』同様Wii版バーチャルコンソールのサービス終了に伴い2019年1月31日で配信・発売を終了した。
PCエンジン版『ダライアスアルファ』
『ダライアスプラス』の発売記念として抽選配布されたプレゼント用のソフトで一般販売はされていない。先に発売の『スーパーダライアス』の裏技にあった、全26体のボスと連続で戦うモードをHuCARD上で再現したもので、『ダライアスプラス』に登場した全16体のボスと連続で戦うという内容。この他にも制限時間内でスコアを競う4分間タイムトライアルモードもある。
2019年に発売されたSwitch版『ダライアス コズミックコレクション』特装版に移植収録された。
ゲームボーイアドバンス版『ダライアスR』
パシフィック・センチュリー・サイバーワークス・ジャパンより発売。開発はラディック。
2人同時プレイはできない。またバランスが悪く、1面のSTAGE-Aがステージ、BOSSともに最難所で、その後のSTAGEは初心者でも比較的クリアしやすい難易度となっている。
BGMには歴代シリーズのものが流用されているが、何故か一部に（発売当時）ダライアスシリーズとは無関係なはずの『ファンタジーゾーン』の最終ボスBGM「YA-DA-YO」に酷似したBGMが流れる。
携帯アプリ版『ダライアスゲート』
タイトー監修、ボーステック企画・開発という形態で制作。
携帯アプリ版『ダライアスオーシャン』
不時着により海面しか移動できないシルバーホークが海中にいる敵を爆雷で攻撃するディープスキャンタイプのゲーム。しかしそのゲーム性以外、ゾーン分岐やステージ構成、登場ボス、サウンドなどは再現されている。
携帯アプリ版『ダライアス完全版・完全版ワイド』
タイトーが配信。ワイド版は画面を横向きにできる携帯電話に対応しており、アーケード版の雰囲気を再現している。
携帯アプリ版『ダライアス』
タイトーが配信。BREWの持つ高速・大容量のメリットを生かし各ステージおよびBGMはアーケード版をほぼ忠実に再現。また5種類のエンディング画面もほぼ忠実に再現されている。アーケード版と同じくボスは全11体でステージは全28ステージ。
なお本アプリは他キャリア版の『ダライアス』にはないEZアプリ（BREW）版独自のオリジナル機能としてランキング機能が搭載されており、全国ランキングの上位に入賞されたユーザーには「インベーダーでGO!」サイト内のポイント交換所で使用できるポイントが付与される。ポイント交換所にはここでしか手に入らないレアアイテム「ダライアス待ち受けFlashR」や「ダライアス壁紙」などがダウンロード可能。
携帯アプリ版『ダライアスワイド』
タイトーが配信。ワイド画面に対応し、効果音やBGMをアーケード版に限りなく近い音で再現しており、EZアプリ（BREW）版同様ボス全11体および全28ステージを収録している。対応機種はP905i、D905i、F905i、F904iのみ。
PlayStation 4 /  Nintendo Switch『アーケードアーカイブス ダライアス』
アーケードアーカイブスの1作品として配信。解像度を落とすことなく3画面をそのまま収録した移植作品。また、ニューバージョンとエキストラバージョンも収録されている。その他、筐体の再現など細かな点をオプションで設定する事ができたり、オンラインスコアランキングも実装された。サウンド設定では各スピーカーへの出力を個別に設定できる「スピーカー出力設定」、コントローラの振動で筐体でプレイ感覚を再現できるバイブレーション機能、サウンド出力の低音部分を強調可能な「オートバスブースト機能」の設定が可能。
2017年2月にはダライアス30周年記念として発売された限定生産の記念ボックス「DARIUS 30th ANNIVERSARY」の同梱品として、この版にオリジナル筐体に取付けられた「インストパネル」を再現した画像を表示する機能を付加し、ディスクパッケージ化。アーケード版稼働から30年目となる年にオリジナル版が初めて家庭用ゲーム機用のパッケージソフトとして発売された。
なお、ディスク版ではオールドバージョンも収録されており全てのバージョンが遊べるが、ダウンロード版も2017年8月4日に実施されたVer1.01アップデートにより、ディスクパッケージ版で搭載された要素が追加実装されており、両メディアの収録内容はほとんど同じとなっている。
3年半後には『ダライアス コズミックコレクション』名義で別途にリリースされているが、「アーケードアーカイブス」としても引き続きダウンロード版が配信されている。
HTML5版『ダライアス ジ・オリジン』
タイトーが基本無料のカジュアルゲームサイト「Rakuten Games」（現在はサービス終了）内で公開していた、HTML5で作成したダライアスのアレンジ移植作。かつての携帯アプリ版同様、縦画面で再構成されていた。画面の横向きには対応していなかった。
ブラウザゲームとして公開されていた。HTML5をサポートしているブラウザ（chrome、safariを推奨）がインストールされている機器ならOSや機種は問われなかった。主にスマートフォンやタブレットでのプレイを想定していたが、普通のパソコンでもプレイ出来た。
Nintendo Switch / PlayStation 4(PS4)版『ダライアス』
『ダライアス コズミックコレクション』の1作品としてアーケード版を収録。上の表に記載したとおり、3つのバージョン違い版もデフォルトで収録される。「アーケードアーカイブス」版同様、オンラインスコアランキング機能やオリジナルの画角そのまま移植・筐体インストラクションパネルを画面外に（任意で）表示出来るなど各種のオプションを実装。「コズミック～」版の独自要素として、画面外に「ガジェット」と呼ばれるプレイに便利な要素（現在プレイしているステージとボス撃破後に選べるステージ候補2つ、それぞれのボスキャラを案内表示するなど）が任意で表示出来る。
PS4版はSwitch版の約1年後にリリースされたダウンロード専売ソフト『ダライアス　コズミックコレクションAE（アーケードエディション）』の1作品として収録されている。仕様は概ねSwitch版と同一。
Steam版『ダライアス』
『ダライアス コズミックコレクションAE』をPC用ゲームクライアント・Steam用ソフトとして移植した『ダライアス コズミックコレクション アーケード』の1作品として収録。Steam版独自の要素として、家庭用ゲームソフト版ダライアスでは初めてマルチモニタ出力機能を実装。ユーザーが適切なスペックのPCにディスプレイを3つ用意して接続出来れば、アーケード版に限りなく近い3画面モニタを使った状態のプレイが可能となる。この他サブウーファーもPCに接続していれば、アーケード版に限りなく近い状態でゲーム内のウーファー（ボディソニック）振動を再生・体感出来る。
メガドライブ ミニ版『ダライアス』
セガゲームス（当時の社名）自ら発売する、メガドライブを復刻するゲーム機・メガドライブ ミニに収録。
オリジナルハードであるメガドライブでは本作の移植実績は無かったが、「もしもメガドライブでダライアスがリリースされていたら?」という歴史のifを実現するというコンセプトのもと、完全新作としてエムツー社がタイトー全面監修のもと移植した。今作は、個人が独自に製作したファンメイド版がアイデアのベースとなっている。プリインストールのためロムカセットのような実体物は存在しないが、当時の言い方に倣うと「32メガROM」に納まるくらいのデータ容量で作られている。ゲーム内のキャラクターの挙動などは、アーケード版のニューバージョンを基準としている。
画面構成はPCエンジンCD-ROM2版『スーパーダライアス』と同様に1画面構成・1プレイヤー専用にアレンジされているが、上下スクロールを廃止し、横スクロールスピードはアーケード版に合わせており、難易度はPCエンジン版よりも高い。VGM・SEもメガドライブの内蔵音源（をエミュレートしたハード環境）で鳴らしている。通常のモードのほか、『スーパーダライアス』同様全26体の巨大戦艦が登場するスペシャルモードも実装される。
また、メガドライブ版『ダライアスII』のように二人同時プレイこそ出来ないものの、1Pか2Pのどちらかを選べるようになっており、2Pを選んだ場合、やられてもパワーダウンしない初心者仕様になっている。
PCエンジン mini版『スーパーダライアス』
コナミデジタルエンタテインメントが発売する、PCエンジンを復刻するゲーム機・PCエンジン miniに収録。PCエンジンCD-ROM2版の同作品をエムツー社が移植した。
Nintendo Switch版/PlayStation 4版/MD・MD互換機版『ダライアス エクストラバージョン』
『ダライアス コズミックリベレーション』のAmazonプライムデー限定予約特典。メガドライブ ミニ版『ダライアス』に、ゲーム内容の調整と不具合の修正、およびサウンド面の強化を施し、ダウンロード版として単体販売する。前述のニューバージョンのほか、オールドバージョン、エキストラバージョンに準拠したモードも収録される。
また、『ダライアス コズミックリベレーション』の店舗特典、およびゲームパーツメーカーであるコロンバスサークルによる単体販売として、メガドライブ、およびその互換機で遊べるロムカセット版も用意される。ただし、ロムカセット版はセガが許諾した商品ではないため、名目上は（メガドライブではなく）MD・MD互換機用の商品という扱いになる。これは、メガドライブ自体のハード保証期間がすでに終了しており、セガが直接発売や開発に関わっているメガドライブ系列の全ての仕様の実機を用意することが不可能であるためそのすべてのバージョンでの動作確認も不可能となっているためでセガとしては承認のしようがない、という事情によるものである。なお、メガドライブ版『ダライアス』の権利は、メガドライブ ミニの発売後にタイトーに移っているため、タイトーからの許諾は得られている。

## 音楽
音楽は同社サウンドチームZUNTATAの"OGR"こと小倉久佳が担当している。『ダライアス』は小倉の代名詞となり、1997年の『Gダライアス』まで、アーケードゲームでの続編の全作全曲を担当する。
音楽、効果音ともにステレオ出力である。『ダライアス』で使用している音源チップはヤマハYM2203×2、沖電気MSM5205。これらは（YM2203のFM音源部分は専用のYM3014 DACの出力が1チャンネルだけのためにモノラルだが、SSG部分はPSGことMSXやNEC PC-6001等に採用された実績のあるGI社のAY-3-8910互換であり、AY-3-8910のみならず、YM2203もSSG部分はAY-3-8910と同等で3音を独立して出力できるため、仮に基板の配線仕様がそれらを分岐して出力するように構成せず、単純に3音をミキシングして出しているようなハード構成であれば）いわゆるステレオ出力ではないが、YM2203はFM音源部分とSSG音源部分を別々に出力できる仕様であり、2つのYM2203とMSM5205からバラバラに出力してから追加のアナログ回路でそれぞれを左右独立で音量コントロールすることによってステレオを実現している。また、ステレオ効果のみならず曲中の音量調節にも使われており、発音数を満たす同系統のFM音源チップであっても再現が難しい（先述した『ダライアス コズミックコレクション』に収録された版では実物筐体に搭載された、これらの仕組みを再現するべく各種調査を行った上で音声を調整している）。

## スタッフ
アーケード版
- プロデューサー、ディレクター：河野敏男
- ゲーム・デザイン：河野敏男、藤田朗、三方一哉
- プログラム：長谷川健、くりやまたかし、とみおかひであき、菅原徹、笹谷ひでのり、橋本英樹
- アート・デザイン：きたがわてつろう、わきたよしひろ、鎗田準次、石川幸生、五十嵐恒三、栗城源也、讃岐平、おがわみつる
- メカニカル・エンジニア：なかむらたけき、くぼたえいじ
- キャビネット・デザイン：しらいしたけお、なかねひさよし、ひろさわなつき
- ハードウェア・デザイン：おうはらたかし、くぼたしゅうじ、さかもとせいご
- 作・編曲：たなかやすひこ、小倉久佳、八木下直人、なかむらつかさ、高橋英吉、高木正彦

PCエンジン版『スーパーダライアス』
- エグゼクティブ・プロデューサー：崎尾誠
- プロデューサー：多部田俊雄
- ディレクター：松田浩二
- プログラマー：清水真佐志、かねみつまさとし、HACKER（めすだひでき）、MAX INDE（いんでまさし）
- ハイスピード・マスパック：TEN (JUNICHI TEN TAKAO)
- グラフィック・コンポーザー：HYPER（多部田俊雄）、GU-GU-（松田浩二）、BEAR（高原保法）
- レコーディング・スーパーバイザー：とうゆきひろ、はしずめきみとし
- サウンド・エフェクト：磯田重晴、いそだけんいちろう
- マップ・コンバート：小座間隆、WARUIKO ISHIBASHI
- スペシャル・サンクス：やまもとなおと、まつもとつよし、窪内裕、なんぶしげのぶ、おおつかのりあき、渡辺矩之、室星薫、CUTY（鈴木富美子）、METAL YAMASHITA（山下賢一）、T.HAYASHI、CHARMY（おちあいちえこ）、やなぎちさと、くろさわふみお

PCエンジン版『ダライアスプラス』
- エグゼクティブ・プロデューサー：崎尾誠
- プロデューサー：多部田俊雄
- ディレクター：松田浩二
- プログラマー：清水真佐志、かねみつまさとし、めすだひでき、いんでまさし
- ハイスピード・マスパック：TEN (JUNICHI TEN TAKAO)
- グラフィック・コンポーザー：HYPER（多部田俊雄）、GU-GU-（松田浩二）、高原保法
- ミュージック・ドライバー：磯田重晴、いそだけんいちろう
- マップ・コンバート：小座間隆、WARUIKO ISHIBASHI
- スペシャル・サンクス：やまもとなおと、まつもとつよし、窪内裕、なんぶしげのぶ、おおつかのりあき、MEG（高垣信宏）、渡辺矩之、室星薫、CUTY（鈴木富美子）、山下賢一、T.HAYASHI、CHARMY（おちあいちえこ）、やなぎちさと、くろさわふみお

## 評価
アーケード版
- ゲーム誌『ゲーメスト』の企画「第1回ゲーメスト大賞」（1987年）で、読者投票により大賞（第1位）を受賞している[1]。その他に、ベストエンディング賞で1位、ベストグラフィック賞で2位、ベスト音声合成賞で7位、プレイヤー人気で2位、大型筐体ゲームベストインカムで3位、ベストキャラクター賞では本作の自機であるシルバーホークが6位を受賞している[1]。

- ゲーメストムック『ザ・ベストゲーム』（1991年）において、『ゲーメスト』読者による全アーケードゲームを対象とした人気投票で第3位を獲得、同誌では「ダライアスの一番の魅力は3画面をミラーで合成した巨大な画面の迫力でしょう。その画面の威力をまざまざと見せつける、1画面にもわたる巨大戦艦との熱いバトル、それは他のゲームにないものです」と評している[44]。

- ゲーメストムック『ザ・ベストゲーム2』（1998年）において、『ゲーメスト』読者による全アーケードゲームを対象とした人気投票で第9位を獲得した[45]。ちなみに同誌では、シリーズ作の『ダライアス外伝』が第4位[46]、『Gダライアス』が第11位[47] に入っている。また、同誌において『名作・秀作・天才的タイトル』と認定された「ザ・ベストゲーム」に選定され、「プレイヤーに広く愛された作品である。その一番の大きな魅力は、スケールの大きなロマンを感じさせてくれる、その迫力だろう」、「（3画面筐体に関して）プロジェクタ筐体すらなかった当時、その迫力は圧倒的であった。また、その画面を最大に生かす、海洋生物をモチーフとした巨大戦艦のデザイン、演出は抜群」、「迫力をより増していたのは、下半身から直接響いてくるボディソニックである。その後のズンタタにつながるダライアスサウンド、特にラスボスのテーマは強烈なインパクトを与えた」、「オーソドックスで難度が低かっただけに、より低いプレイヤー層に絶大な人気を得た」と紹介されている[48]。

PCエンジン版『スーパーダライアス』
ゲーム誌『ファミコン通信』の「クロスレビュー」では7・8・9・7の合計31点（満40点）でシルバー殿堂入りを獲得、『月刊PCエンジン』では85・85・85・90・80の平均85点、『マル勝PCエンジン』では9・9・9・8の合計35点（満40点）、『PC Engine FAN』の読者投票による「ゲーム通信簿」での評価は以下の通りとなっており、24.54（満30点）点となっている。また、この得点はPCエンジン全ソフトの中で25位（485本中、1993年時点）となっている。
同雑誌1993年10月号特別付録の「PCエンジンオールカタログ'93」では、「これこそ究極の『ダライアス』」と紹介されている。
| 項目 | キャラクタ | 音楽 | 操作性 | 熱中度 | お買得度 | オリジナリティ | 総合  |
| 得点 | 4.15       | 4.54 | 4.00   | 4.10   | 4.04     | 3.71           | 24.54 |

PCエンジン版 『ダライアスプラス』
ゲーム誌『ファミコン通信』の「クロスレビュー」では合計で27点（満40点）、「マル勝PCエンジン」では7・8・9・7の合計31点（満40点）、「PC Engine FAN」の読者投票による「ゲーム通信簿」での評価は以下の通りとなっており、22.45点（満30点）点となっている。また、この得点はPCエンジン全ソフトの中で129位（485本中、1993年時点）となっている。
同雑誌1993年10月号特別付録の「PCエンジンオールカタログ'93」では、「SGでフルにその効果を発揮」と紹介されている。
| 項目 | キャラクタ | 音楽 | 操作性 | 熱中度 | お買得度 | オリジナリティ | 総合  |
| 得点 | 3.99       | 3.93 | 3.80   | 4.02   | 3.05     | 3.66           | 22.45 |

## その他オリジナル作品
ダライアスツイン（1991年3月29日、スーパーファミコン）
家庭用ではダライアスシリーズ初の2人同時プレイが可能。『ダライアスII』をベースにしているが、出来上がりは全くの別物となっている。ゾーンが全12と少なくステージごとに合流するようになっている。全体的には難易度は低いが、最終面の難易度は高い。
サーガイア（1991年12月13日、ゲームボーイ）
全8ステージ。こちらもダライアスIをベースとしているが、AC版との圧倒的なハードスペックの差もあり、相当なアレンジが施されている（単色ディスプレイを備えた初代GBの時代にリリースされたソフトのため、色で識別できないアイテムを記号に変えて表現している、2人同時プレイ及び、編隊ボーナスとゾーン選択が無い、難易度によってエンディングが3つに分かれるなど）。
ただし上記『ツイン』ほど別物とは化しておらず、あくまでも「ダライアスの移植を指向した」作品でもあり、その象徴としてサウンドディレクターは原曲作曲者である小倉久佳が担当している。
また、オリジナルボスにビッグマーマン（マンボウ）と、アンシェントヘルム（カブトガニ）の2種が追加された。ステージ構成は以下の通り。
| 面数 | ゾーン           | BGM                  | ボスBGM | ボス                              |
| ---- | ---------------- | -------------------- | ------- | --------------------------------- |
| 1    | 都市地帯         | Cosmic Air Way       | BOSS 1  | KING FOSSIL（シーラカンス）       |
| 2    | バンアレンベルト | CHAOS ～Main Theme～ | BOSS 6  | RED CRAB（シオマネキ）            |
| 3    | 宇宙洞窟         | Captain Neo          | BOSS 4  | STRONG SHELL（ウミガメ）          |
| 4    | ボスラッシュ     | BOSS 1               | BOSS 7  | BIG MERMAN（マンボウ）            |
| 5    | 海底基地         | THE SEA              | BOSS 2  | CUTTLE FISH（イカ）               |
| 6    | 都市地帯         | Captain Neo          | BOSS 3  | GREEN CORONATUS（タツノオトシゴ） |
| 7    | 都市地帯         | Inorganic Beat       | BOSS 3  | ANCIENT HELM（カブトガニ）        |
| 8    | ボスラッシュ     | BOSS 2               | BOSS 7  | GREAT THING（マッコウクジラ）     |

- 1997年2月28日に発売された、タイトー社製GBソフト4タイトルが1個のGBカートリッジに入った『タイトーバラエティパック』にも収録。
- 前述した『ダライアス コズミックコレクション』の「Amazon（日本）プライムデー限定特装版」（発売の前年である2018年7月、Amazonプライムデー開催中にのみ限定予約が実施されたスペシャル特装版）に、本作のSwitch移植版をダウンロードコンテンツとしてプレイ出来る権利が付与されている。（2022年10月6日からは普通のSwitch用DL専売ソフトとして「ニンテンドーeショップ」から購入出来るようになった[50]）
  - なお『コズミックコレクション』は後にPS4などにも移植されたが、GB版サーガイアについては現状Switchにしか移植リリースされていない。

ダライアスフォース（1993年9月24日、スーパーファミコン）
シルバーホークの性能を3タイプから選択できる。ゾーン選択がE字型になっている。ボスに他のダライアスには無い特徴があり、サイバリオンに由来を持つボスも複数登場する。
ダライアスバースト（2009年12月24日、PlayStation Portable）
前作『Gダライアス』より12年ぶりとなる完全新作。ストーリーは『ダライアスII』よりも後のシリーズ中最も未来の設定となっている。シルバーホークの性能を3タイプから選択できる。1面終了時のみゾーン選択がなく、5面構成の全11ゾーン。ボスとしてサイバリオンがゲスト出演している。
ダライアスバースト セカンドプロローグ（iOS用・2012年2月10日、Android用・2012年5月1日）
Android用は2014年6月現在、auスマートパス会員向け版を含む一部のAndroid搭載auスマートフォン、およびソニー製のデジタルオーディオプレーヤー「ウォークマン F80xシリーズ」のみが対応する。

## 関連作品
サイバリオン
ストーリー上では本作の続編にあたる作品。ストーリー展開によってプロコやティアットが登場する。
ロボっ子ウォーズ
IGS発売のファミコン用アクションゲーム。ステージ6のボスにシルバーホークが出演している。
中華大仙
同社発売の横シューティング、メインショットがウェーブより丸球が攻撃力がある・パワーアップ途中状態が攻略しやすいなどのシステムを継承している。
大爆笑!人生劇場シリーズ
ミニゲームやTV中継に登場。
究極ハリキリスタジアム
ホームランを打つと、シルバーホークが飛んでいく。
クイズ地球防衛軍
ティアットがシルバーホークに乗って登場する。
スペースインベーダーDX
パロディモードの8面で登場する。
スペースインベーダーインフィニティジーン
シルバーホークが有料の追加機体として登場。これを購入するとZONE Aを再現した追加ステージ「CAPTAIN NEO」も遊べるようになり、ステージの最後にはアイアンフォスルがボスとして登場する。それをクリアすると、同曲をアレンジしたBGMが流れる追加ステージ「I CAN NOT APE」が追加。
あっかんべぇだぁ～
シルバーホークがそのまま自機として登場。更にステージ３がダライアス題材になっている。
ぽっぷんぽっぷ
『Gダライアス』のプロモーションムービーが見られる。
レインボーアイランド
ワールド9は「ダライアスアイランド」。エキストラバージョンはワールド1がダライアスアイランド。ステージBGMは「Cosmic Air Way」のアレンジ。ボスはエレクトリックファンで、ファミコン版はキングフォッスルが登場。
ラクガキ王国シリーズ
初代、『2』、『ラクガキキングダム』でシルバーホークの「ラクガキ」が登場。
バブルシンフォニー
シルバーホークがゲストキャラクターとして登場する。なお、"SUN A ZONE"という名のワールドがゲーム中に登場し『ダライアスII』及びダライアスのキャラクターが敵として登場する。ボスキャラは『ダライアスII』で登場したヤマトであり、ボス登場前にWARNING表示も出る。
太鼓の達人
業務用『太鼓の達人8』および家庭用にCAPTAIN NEO（及びBOSS 1）が収録されていた。
悠久の車輪
本シリーズのボスをモチーフにした海獣「ダライアス」がカード化され、自軍ユニットとして使用可能
アリス・ギア・アイギス
ダライアスバーストで登場したTi2、およびTi2の没案を再構成する形で登場したイア・レトナの2人が登場。また、ダライアスバーストCS内で名前が挙げられたイブリー・ハッドも追加で登場した。
ダライアスバーストでのJルートとその後のダライアスバーストCSの間（時系列的にはACEXに相当）を補完、またその他エンディングの分岐を意図したコラボイベントが行われた。これはバーストシリーズで都合上没になった要素も拾い上げている。

## シリーズ作
- ダライアスシリーズ
  - 1987年 ダライアス
  - 1987年 ダライアスエキストラバージョン（再調整版）
  - 1989年 ダライアスII（2画面版と3画面版あり）
  - 1991年 ダライアスツイン
  - 1991年 サーガイア
  - 1993年 ダライアスフォース
  - 1994年 ダライアス外伝
  - 1997年 Gダライアス
  - 1997年 GダライアスVer.2
  - 2009年 ダライアスバースト
  - 2010年 ダライアスバースト アナザークロニクル（『ダライアスバースト』のアーケードへの逆移植版）
  - 2012年 ダライアスバースト セカンドプロローグ（『ダライアスバースト』の再調整版）
  - 2016年 ダライアスバースト クロニクルセイバーズ（『アナザークロニクル』の家庭用ゲーム移植版+α）

### 時系列
シリーズの時系列は以下の通り。
- Gダライアス
- ダライアス
- ダライアス外伝
- ダライアスII
- ダライアスバースト
- ダライアスバースト セカンドプロローグ
- ダライアスバースト アナザークロニクル
- ダライアスバースト クロニクルセイバーズ

時系列が不明な作品、および含まれない外伝作品は以下の通り。
- サーガイア
- ダライアスツイン
- ダライアスフォース